# Marit Sahlström

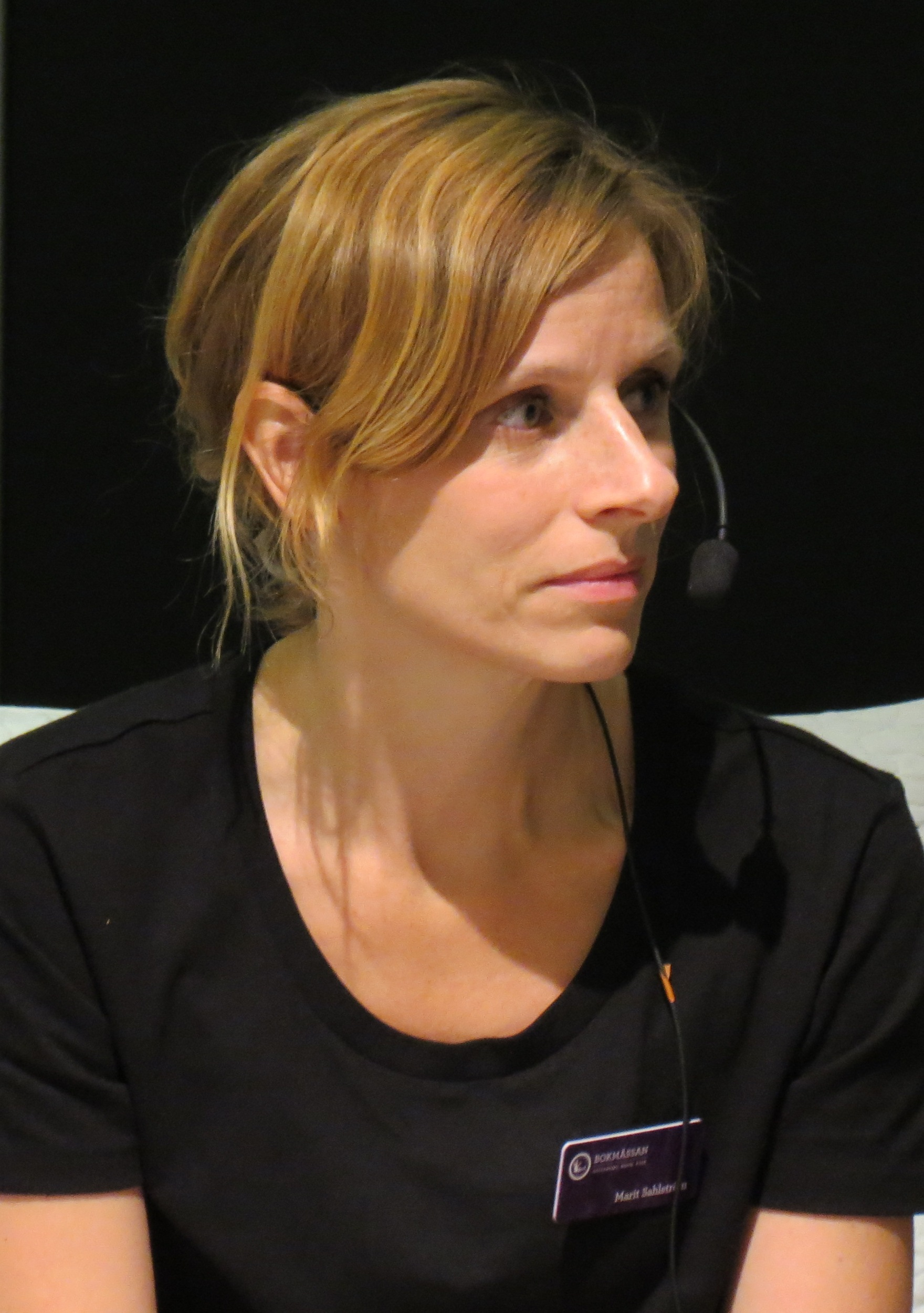
Marit Sahlström på Bokmässan i Göteborg 2015.

Marit Sahlström, född 20 oktober 1976, är en svensk författare, föreläsare och pedagog. Hon växte upp i Hälsingland och bor numera i Stockholm.
Marit Sahlström debuterade 2015 med romanen Och runt mig faller världen som gavs ut av Ordfront förlag. Romanen var en av de nominerade till Studieförbundet Vuxenskolans författarpris 2015 . Sahlströms tredje roman Brandsommar publicerades 2024. Romanen Djupvattnet som publicerades 2024, på förlaget Bonnier Carlsen, var Sahlströms första ungdomsbok, vilken också nominerades till Norrlands litteraturpris i kategorin barn- och ungdomslitteratur. 

## Priser och utmärkelser
2025 - Norrlands litteraturpris 